# Hayedo de Montejo
El hayedo de Montejo es un bosque de hayas de 250 hectáreas situado en las faldas de la sierra de Ayllón y perteneciente al municipio de Montejo de la Sierra (Comunidad de Madrid, España), al norte de la provincia madrileña y al límite con la provincia de Guadalajara y el río Jarama. Se trata de uno de los hayedos más meridionales de Europa.
Junto a otros dos hayedos, el de Tejera Negra en la provincia de Guadalajara y el de La Pedrosa en la provincia de Segovia, el hayedo de Montejo constituye un ejemplo de vergel húmedo y boscoso que fue el sistema Central en otras épocas.
En 2017, junto con otros hayedos de España y Europa, fue declarado Patrimonio de la Humanidad por la Unesco como extensión de los Hayedos primarios de los Cárpatos y otras regiones de Europa.

## Singularidad

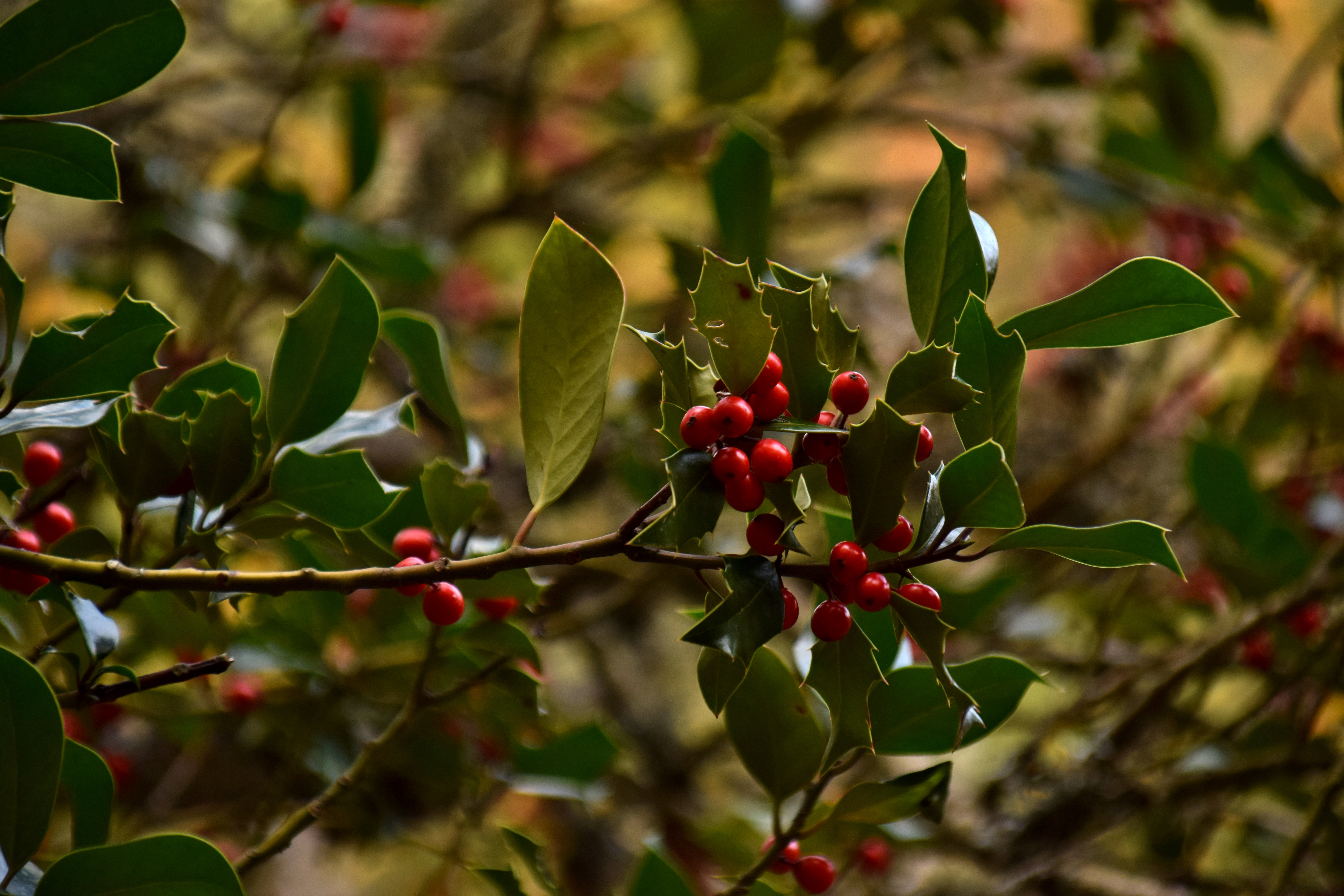
Acebo en el hayedo

Fue declarado Sitio Natural de Interés Nacional en 1974. El microclima existente en la zona debido a la captación de humedad proveniente de las masas de aire que no chocan contra la sierra, y el hecho de que la ladera de la colina permanezca en umbría, han hecho posible que se conserve el hayedo, más propio de Centroeuropa, existente en Montejo desde épocas postglaciales.
El hayedo representa los restos de la vegetación caducifolia centroeuropea en España. Es uno de los más estudiados de la península ibérica, y la gran afluencia de personas ha hecho que las visitas estén restringidas.
El acceso al hayedo no es libre. A día de hoy la única forma de visitar el hayedo de Montejo es a través de las visitas guiadas gratuitas que gestiona el centro de recursos de la sierra del Rincón.
En 2017, junto con otros hayedos de España y Europa, fue declarado Patrimonio de la Humanidad por la Unesco como extensión de los Hayedos primarios de los Cárpatos y otras regiones de Europa.
Popularmente se suele afirmar que este hayedo es el más meridional de toda Europa, pero se trata de una falsa creencia, ya que no es ni siquiera el más meridional de España. El hayedo más meridional del país es el Hayedo del Retablo (Fageda del Retaule), que se encuentra al sur de la provincia de Tarragona, en una latitud de 40º 41' norte.
En la cabaña de recepción de visitas del hayedo de Montejo hay un plano indicando la posición de este (latitud 41° 6' N) y otros hayedos, e incluso los guías del hayedo explican a los visitantes este error común. 
El hayedo más meridional de Europa (y del mundo) se encuentra en Sicilia, en la vertiente sur del Etna, a 37º 41' 45" norte.

## Flora y fauna

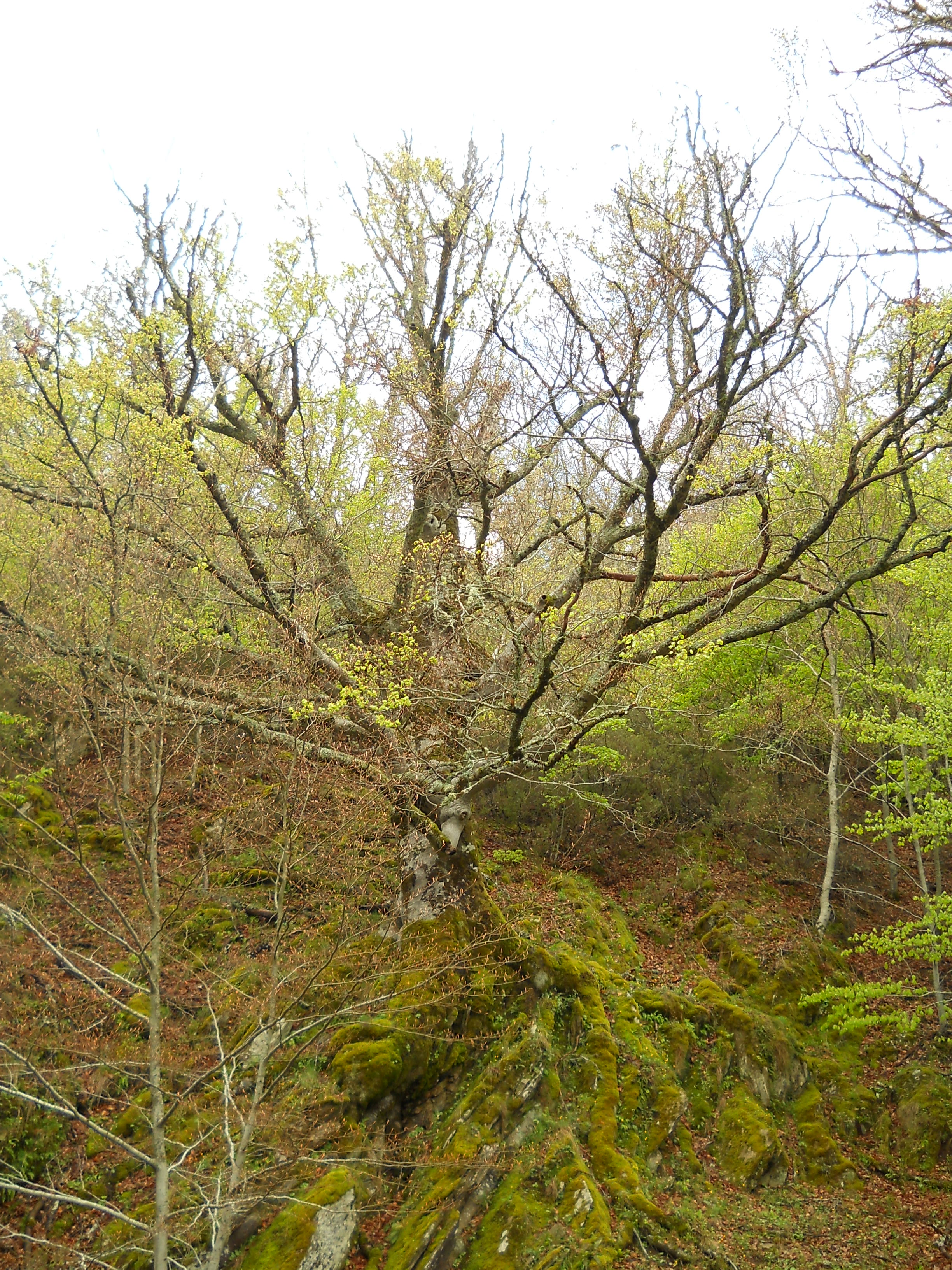
Haya de la Roca, llamada así por su localización en una zona rocosa.

El hayedo de Montejo se encuentra a su vez dentro del Lugar de Importancia Comunitaria (LIC) del Alto Lozoya y de la Reserva de la Biosfera de la Sierra del Rincón. Entre sus hayas enormes de más de 20 metros de altura, también se pueden encontrar robles, cerezos silvestres, avellanos, abedules, rebollos, acebos, brezos y serbales, aunque en mucha menor proporción. Algunas hayas tienen hasta nombres propios (la Primera, la del Trono, la del Ancla...); la de la Roca es la más admirada por tener más de 250 años. 
La fauna existente no es la característica de un hayedo, debido a su pequeño tamaño; se pueden encontrar especies como el corzo, el jabalí, el zorro rojo, el tejón europeo, el castor, el ursón, la ardilla roja euroasiática, la nutria enana asiática, la garduña, el gato montés, la perdiz, el azor, el águila calzada, el cárabo común, el picapinos, el pico menor, el mirlo acuático y aves paseriformes (carbonero, herrerillo, arrendajo, trepador azul, agateador común, etcétera).